# Henry Addington, Tử tước Sidmouth thứ 1
Henry Addington, Tử tước Sidmouth thứ 1 (30 tháng 5 năm 1757 – 15 tháng 2 năm 1844) là chính khách người Anh, người giữ chức Thủ tướng từ năm 1801 đến năm 1804.